# Lagerstätte de La Voulte-sur-Rhône
Le lagerstätte de La Voulte-sur-Rhône est un gisement paléontologique de référence internationale, situé en France et réputé pour l’extraordinaire conservation des fossiles d'animaux marins datés du Jurassique moyen.

## Historique
Le site se localise sur le territoire des communes de La Voulte-sur-Rhône et de Rompon, il correspond à l’ancienne exploitation minière de fer. Au cours du XIXe siècle, on extrayait jusqu’à 60 000 tonnes de minerai par an d’une vaste lentille d’environ 240 m de longueur et 50 m de largeur. C’est à cette époque que l’on découvre les premiers fossiles de crustacés et de poissons dans des nodules (concrétions sphériques ou ovales).
J. Fournet, en 1843, donne une première description du gisement dans une étude sur les terrains jurassiques et les minerais de fer de l’Ardèche. Le site fossilifère de La Voulte-sur-Rhône a fait par la suite l’objet de plusieurs études scientifiques ponctuelles et limitées à la description de quelques groupes zoologiques.
En 1967, une étude de Serge Elmi de l’Université Lyon I date précisément le gisement  à l’aide des ammonites ; le gisement fossilifère de La Voulte-sur-Rhône est daté du Jurassique moyen (Callovien inférieur, soit environ 165 millions d’années). Des amateurs allemands viennent de temps en temps pour essayer de trouver la pièce rare, mais peu à peu le site tombe presque totalement dans l’oubli. L’extraction des fossiles est de plus en plus difficile en raison du fort redressement (pendage) des couches fossilifères (près de 70°).
En 1973, les recherches sont reprises par Bernard Riou, paléontologue diplômé de l'école pratique des hautes études de la Sorbonne, avec l'autorisation du propriétaire du terrain où se situe le gisement. Bernard Riou découvre de nombreux fossiles dont celui du plus ancien octopode connu à ce jour.
Bernard Riou créé en 1989, à la Voulte-sur-Rhône, un Musée de paléontologie qui permettra à près de 200 000 visiteurs de découvrir, entre autres, de nombreux spécimens issus du lagerstätte. En 2006, après 18 ans d’existence, le musée ferme ses portes, victime de son succès... les locaux étaient devenus trop exigus. Il a rouvert en 2016 à Balazuc, dans le sud du département de l'Ardèche.
En 1996, Bernard Riou publie un important ouvrage sur le volcanisme de l’Ardèche : Ardèche, terre de volcans où pour la première fois il présente une hypothèse sur les raisons de la richesse du site fossilifère de La Voulte-sur-Rhône, et ce à la suite d'un travail en commun avec des chercheurs anglais de l’Université de Bristol.

Vampyronassa rhodanica

La présence de certains minéraux et de nombreux sulfures (galène, sphalérite, cernyite…) pourrait permettre de penser que les fossiles découverts sont morts de manière cyclique à la suite de pollutions  hydrothermales. Les gaz issus de la faille géologique seraient donc à l’origine de la présence de tous ces organismes dans cette zone au fond d’une mer calme et à plus de 200 m de profondeur. Ce gisement exceptionnel, aussi bien par l’abondance que pour la conservation en trois dimensions des organismes fossilisés, est en relation avec une mort rapide des animaux alors présents. En 2002, la découverte de plusieurs calmars vampires confirme la présence d’un milieu profond où la lumière était probablement inexistante.

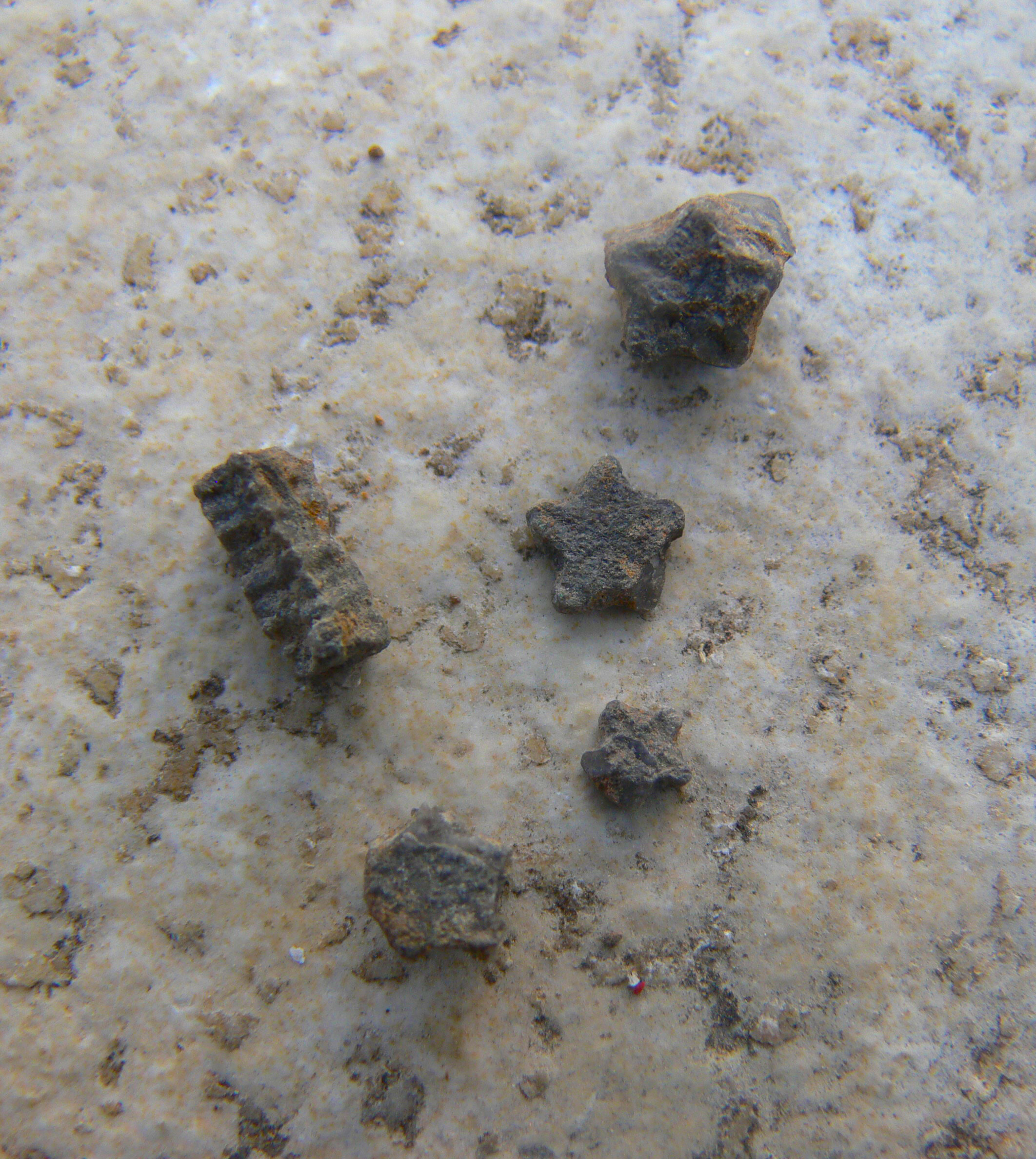
Quelques crinoïdes trouvés au lieu-dit "Pont-des-Étoiles"

Trois ans plus tard, en 2009, Sylvain Charbonnier, paléontologue au Muséum national d'Histoire naturelle de Paris, publie un ouvrage résumant l'ensemble des connaissances sur le gisement à conservation exceptionnelle de La Voulte.
Le domaine départemental de nature de La Boissine (propriétés de La Boissine et Gramade)  a été acquis au titre des Espaces Naturels Sensibles (ENS) en 2005 et 2007 par le département de l'Ardèche. Le site s’inscrit dans une démarche, de préservation d’un site naturel de référence internationale, tout en permettant la recherche et l’utilisation des résultats pour une valorisation pédagogique. Un document de Programmation (2007-2011) a été établi en concertation avec les élus locaux, les techniciens de l’État, de la Région et du Département et du Contrat de Pays. Afin de proposer et de valider les orientations de protection du site et de valorisation éducative et touristique, un comité de site sera mis en place.

## Origine du lagerstätte
La présence de certains minéraux et de nombreux sulfures (galène, sphalerite, cernyite…) suggère que les fossiles découverts sont morts de manière cyclique à la suite de pollutions  hydrothermales. Les gaz issus de la faille géologique seraient donc à l’origine de la présence de tous ces organismes dans cette zone au fond d’une mer calme et à plus de 200 m de profondeur.
Ce gisement exceptionnel, aussi bien par l’abondance que pour la conservation en trois dimensions des organismes fossilisés, est lié à la mort et l'enfouissement rapide d'une partie de la faune in-situ.

## Paléobiodiversité

### Arthropodes
Les crustacés décapodes sont particulièrement bien diversifiés avec une soixantaine d'espèces appartenant aux groupes des crevettes Dendrobranchiata, Caridea et Peracarida, des langoustines Polychelida, des glyphées (Glypheidea), et des homards Erymida.
Les Polychelida ont été récemment révisés par Denis Audo, paléontologue au Muséum national d'Histoire naturelle à Paris. Plusieurs nouveaux genres et nouvelles espèces ont été décrites. La liste des espèces de La Voulte est donnée ci-dessous.
- Eryon ellipticus Van Straelen, 1922[9]
- Soleryon giganteus (Van Straelen, 1922)
- Proeryon charbonnieri Audo & Schweigert, 2018[10]
- Voulteryon parvulus Audo, Schweigert, Saint Martin & Charbonnier, 2014[11]
- Adamanteryon fourneti Audo, Schweigert, Saint Martin & Charbonnier, 2014[8]
- Hellerocaris falloti (Van Straelen, 1922)
- Willemoesiocaris ovalis (Van Straelen, 1922)
- Palaeopolycheles nantosueltae Jauvion, Audo, Bernard, Vannier, Daley & Charbonnier[12],[13]

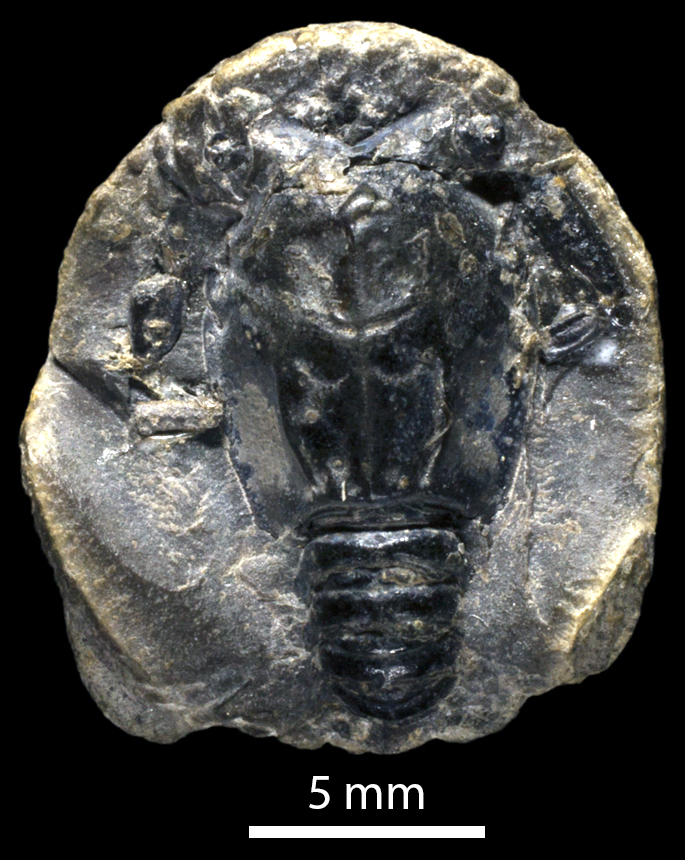
Voulteryon parvulus
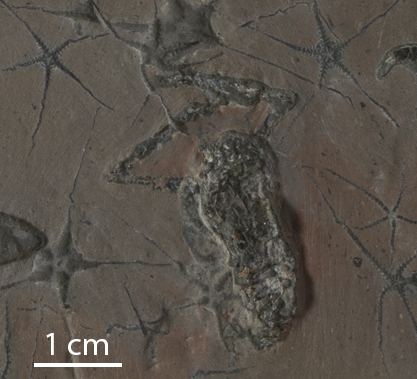
Hellerocaris falloti
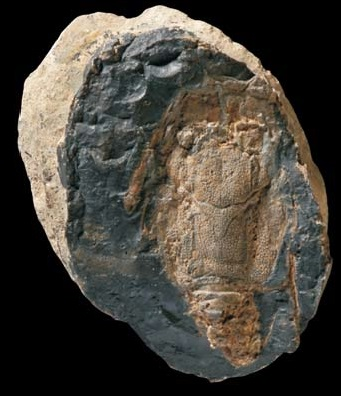
Willemoesiocaris ovalis
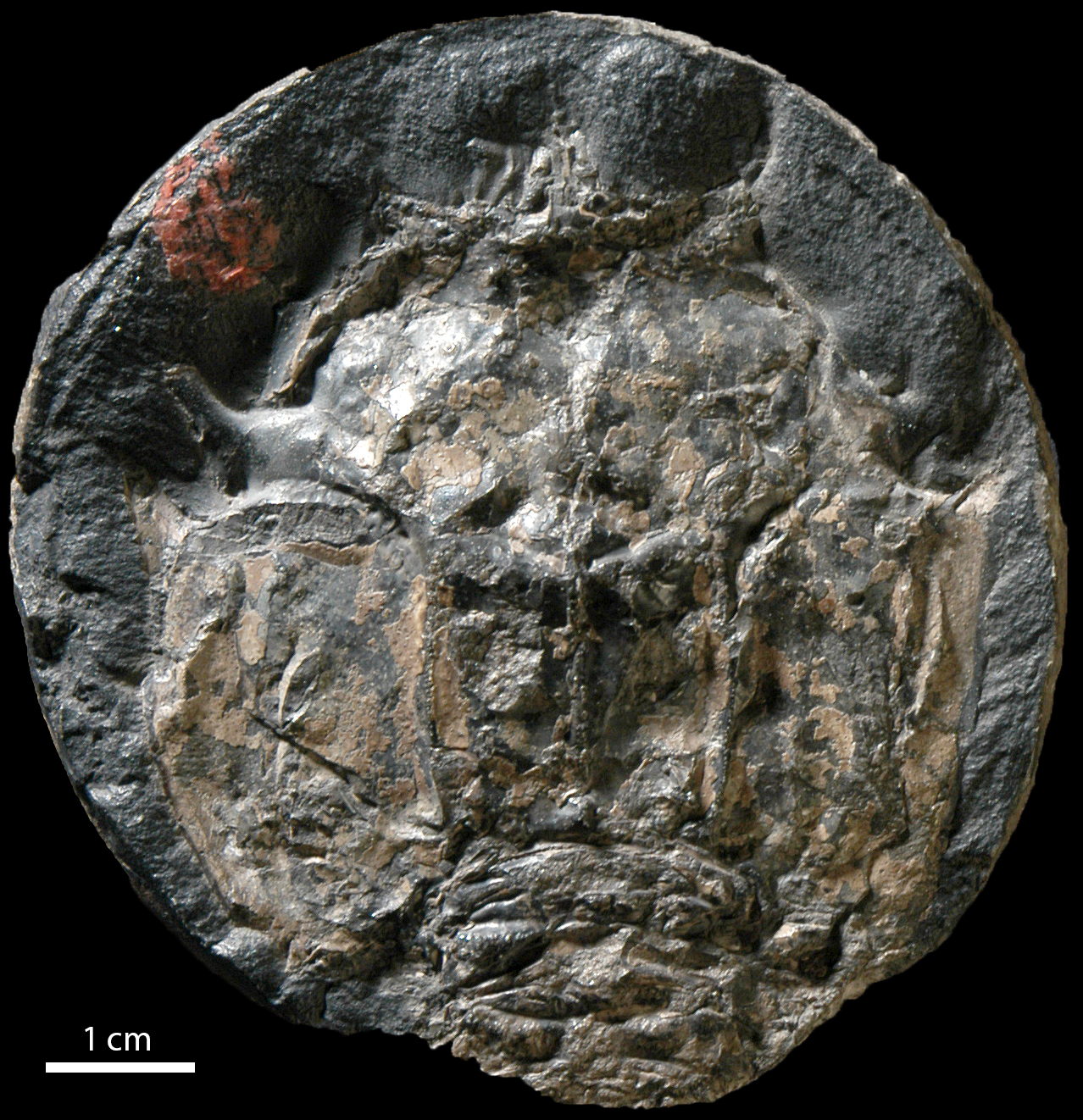
Eryon ellipticus

### Céphalopodes
Le gisement de la Voulte est également reconnu pour sa faune de céphalopodes coléoidés,. Ces céphalopodes sont caractérisés par un squelette interne réduit et la conservation exceptionnelle des tissus mous préservés en trois dimensions fait de ce gisement une référence mondiale pour les coléoidés fossiles,. Plus d’une soixantaine de spécimens ont été découverts et appartiennent aux groupes des Octobrachia  et aux  Beleminitida. La première description d’un céphalopode a été faite par Frédéric Roman en 1928 à la suite de récoltes effectuées par Alfred Gevrey dont la collection est conservée à l’université de Grenoble. Au total neuf espèces de coléoidés ont été décrites. Six ne sont connues que dans ce gisement et sont des Octobrachia :(Romaniteuthis gevreyi (Roman, 1928), Rhomboteuthis lehmani Fischer & Riou, 1982, Proteroctopus ribeti Fischer & Riou,, 1982a, Gramadella piveteaui Fischer & Riou, 1982, Vampyronassa rhodanica Fischer & Riou, 1982 et Vampyrofugiens atramentum Rowe et al. 2023. Deux autres sont connues dans d’autres gisements du Jurassique : Mastigophora aff. brevipennis Owen, 1856 et Teudopsis sp..
Les Octobrachia sont de loin le groupe le plus diversifié puisque les Belemnitida ne sont connus que par un seul spécimen attribué à Hibolites hastatus (Montfort, 1808).

## Paléoenvironnement
La présence de calmars vampires et de pycnogonides (parfois improprement appelés "araignées de mer") indique un milieu profond (pouvant atteindre 400-500 mètres) où la lumière était probablement très faible (zone aphotique). La profondeur est également attestée par la présence d'éponges et de crinoïdes typiques d'un environnement profond.
Cependant, en 2016, l'étude détaillée des yeux hypertrophiés du crustacé Dollocaris ingens par microtomographie aux rayons X  a montré un nombre exceptionnel de 18 000 facettes par œil, nombre record pour un fossile, et seulement surpassé dans le vivant par celui des libellules. Selon Vannier et son équipe, cette caractéristique exceptionnelle indique que Dollocaris ingens était un « prédateur visuel » avec une vision probablement adaptée à un environnement marin faiblement éclairé dans la partie inférieure de la zone photique, donc moins profond.
L'analyse du contexte géologique de l'époque (présence de failles actives) ainsi que la présence de lentilles riches en fer est peut-être lié à la présence d'une activité hydrothermale de type fumeurs noirs.

## Conclusion
La formation du lagerstätte de la Voulte reste encore mal élucidée. De nouvelles études plus précises sur le terrain sont nécessaires. En effet, les études précédentes ont été faites sans relevés stratigraphiques précis, notamment lors de l'extraction des fossiles.
Enfin, il est à noter que de nombreux fossiles ont été endommagés lors des fouilles. En effet, plusieurs ont été dégagés (et réparés) avec des outils et techniques inadaptés à la finesse de la préservation et ont donc empêché leur étude détaillée par la communauté scientifique.